# Équipe du Paraguay féminine de football
Cet article traite de l'équipe féminine. Pour l'équipe masculine, voir Équipe du Paraguay de football.
Maillots
Actualités
L'équipe du Paraguay féminine de football (en espagnol : «Selección femenina de fútbol de Paraguay») est l'équipe nationale qui représente le Paraguay dans les compétitions majeures de football féminin : la Coupe du monde, les Jeux olympiques et la Copa América féminine.

## Histoire
L'équipe nationale féminine senior de football du Paraguay est l'équipe représentative du pays dans les compétitions officielles de football féminin.
Elle occupe actuellement la 50e place au classement de la FIFA. Sa meilleure position a été en 2020, où il a atteint la 47e place. Il est organisé par la fédération paraguayenne de football, qui est membre de la Conmebol.

## Les débuts du Paraguay Femenine
L'histoire de l'Albirroja Femenina commence le 1er mars 1998, avec une victoire 3-2 sur l'Uruguay lors du championnat sud-américain féminin de la même année.
La Albirroja Femenina, comme on l'appelle, en raison des couleurs du drapeau que l'on peut voir sur son maillot, n'a jusqu'à présent pas participé à la Coupe du monde de football féminin.

## Participation internationale
Elle compte 6 participations à la Copa América Femenina, de la première jouée en 1998 à la dernière au Chili 2018. Son meilleur résultat a été la quatrième place lors de l'édition 2006 organisée en Argentine.
En ce qui concerne l'équipe nationale, le Paraguay a participé à plusieurs championnats sud-américains, au niveau des seniors et des jeunes.
Le meilleur résultat de l'équipe nationale féminine est une victoire 10-2 contre la Bolivie le 18 octobre 2014 à Cuenca, en Équateur.
Depuis 1998, l'équipe nationale féminine a disputé 43 matches avec 18 victoires, 6 nuls et 19 défaites. En 2022, ils ont joué 4 matchs avec 2 victoires et 2 nuls, avec 5 buts pour et 2 contre.

## Classement FIFA
| Année               | 2003 | 2004 | 2005 | 2006 | 2007 | 2008 | 2009 | 2010 | 2011 | 2012 | 2013 | 2014 | 2015 | 2016 | 2017 | 2018 | 2019 | 2020 | 2021 | 2022 |
| ------------------- | ---- | ---- | ---- | ---- | ---- | ---- | ---- | ---- | ---- | ---- | ---- | ---- | ---- | ---- | ---- | ---- | ---- | ---- | ---- | ---- |
| Classement mondial  | 65   | 66   | 65   | 61   | 57   | 55   | 92   | 58   | 58   | 131  | 118  | 50   | 52   | 128  | 119  | 47   | 48   | 48   | 50   | 50   |
| Classement Conmebol | 7    | 7    | 7    | 8    | 8    | 4    |      | 7    | 7    |      |      | 6    | 5    |      |      |      |      |      |      | 5    |

## Parcours dans les compétitions internationales
La sélection paraguayenne prend part à deux grandes compétitions internationales :
- La Coupe du monde réunit les meilleures nations mondiales et tous les continents y ont leurs représentants.
- Le Sudamericano Femenino est un tournoi continental où seules les sélections sud-américaines sont conviées. Cette compétition offre les accessits aux deux compétitions précédentes.

### Parcours en Coupe du monde
Le Paraguay n’a jamais participé à la Coupe du monde. 
| Édition | Performance      | J | V | N | D | Bp | Bc |
| ------- | ---------------- | - | - | - | - | -- | -- |
| 1991    | Ne participe pas | 0 | 0 | 0 | 0 | 0  | 0  |
| 1995    | Ne participe pas | 0 | 0 | 0 | 0 | 0  | 0  |
| 1999    | Non qualifiée    | 0 | 0 | 0 | 0 | 0  | 0  |
| 2003    | Non qualifiée    | 0 | 0 | 0 | 0 | 0  | 0  |
| 2007    | Non qualifiée    | 0 | 0 | 0 | 0 | 0  | 0  |
| 2011    | Non qualifiée    | 0 | 0 | 0 | 0 | 0  | 0  |
| 2015    | Non qualifiée    | 0 | 0 | 0 | 0 | 0  | 0  |
| 2019    | Non qualifiée    | 0 | 0 | 0 | 0 | 0  | 0  |
| 2023    | Non qualifiée    | 0 | 0 | 0 | 0 | 0  | 0  |
| Total   | -                | 0 | 0 | 0 | 0 | 0  | 0  |

### Parcours en Copa América féminine
La sélection paraguayenne a participé à la Copa América féminine à sept reprises.
| Édition | Performance      | J  | V  | N | D  | Bp | Bc |
| ------- | ---------------- | -- | -- | - | -- | -- | -- |
| 1991    | Ne participe pas | 0  | 0  | 0 | 0  | 0  | 0  |
| 1995    | Ne participe pas | 0  | 0  | 0 | 0  | 0  | 0  |
| 1998    | Premier tour     | 4  | 2  | 0 | 2  | 6  | 10 |
| 2003    | Premier tour     | 2  | 1  | 0 | 1  | 3  | 4  |
| 2006    | Quatrième        | 7  | 3  | 1 | 3  | 13 | 16 |
| 2010    | Premier tour     | 4  | 2  | 0 | 2  | 8  | 6  |
| 2014    | Premier tour     | 4  | 2  | 0 | 2  | 14 | 9  |
| 2018    | Premier tour     | 4  | 2  | 1 | 1  | 7  | 7  |
| 2022    | Quatrième        | 6  | 3  | 0 | 3  | 10 | 12 |
| Total   | -                | 31 | 15 | 2 | 14 | 61 | 61 |